# Fikret Orman
Fikret Orman, född 4 november 1967 i Istanbul i Turkiet, är Beşiktaş JK tidigare president. Han tog över 2012 efter att Yıldırım Demirören lämnade posten.